# Reprezentacja Australii w piłce wodnej mężczyzn
Reprezentacja Australii w piłce wodnej mężczyzn – zespół, biorący udział w imieniu Australii w meczach i sportowych imprezach międzynarodowych w piłce wodnej, powoływany przez selekcjonera, w którym mogą występować wyłącznie zawodnicy posiadający obywatelstwo australijskie. Za jej funkcjonowanie odpowiedzialny jest Australijski Związek Piłki Wodnej (WPAL), który jest członkiem Międzynarodowej Federacji Pływackiej.

## Historia
W 1948 reprezentacja Australii rozegrała swój pierwszy oficjalny mecz na igrzyskach olimpijskich.

## Udział w turniejach międzynarodowych

### Igrzyska olimpijskie
Reprezentacja Australii 16-krotnie występowała na Igrzyskach Olimpijskich. Najwyższe osiągnięcie to 5. miejsce w 1984 i 1992 roku.

### Mistrzostwa świata
Dotychczas reprezentacji Australii 9 razy udało się awansować do finałów MŚ. W 1982 zajęła 10. miejsce.

### Puchar świata
Australia 9 razy uczestniczyła w finałach Pucharu świata. W 2018 zdobyła srebrne medale.

### Igrzyska Commonwealth
Australijskiej drużynie 2 razy udało się zakwalifikować na Igrzyska Commonwealth. W 2006 została mistrzem.